# Søofficers-Foreningen
Søofficers-Foreningen er en dansk forening af søofficerer, som H.K.H. Kronprins Frederik er protektor for.

## Baggrund
Den ældst kendte forening, hvor søofficerer deltog, var Drejers Klub. Denne klub havde deltagere fra mange fag og var af selskabelig karakter. I 1784 kom en forening af langt mere faglig karakter, i form af Søe-Lieutenant-Selskabet, men her manglede til gengæld det selskabelige aspekt. I 1788 kom en ny forening, Det Søe-Militaire Kaart-Archiv og Bibliothek-Selskab. Denne forening skulle afhjælpe det problem søofficererne ofte fik, når de fik en ny kommando. På den tid var det nemlig et krav, at officererne selv rådede over søkort og navigationsinstrumenter, og det kunne være en stor økonomisk belastning for mange. Den nye forening brugte medlemskontingentet til at indkøbe kort og instrumenter, som så blev lånt ud til medlemmerne. Der blev også opbygget en bogsamling, som kunne danne rammen om et klubliv for de deltagende søofficerer.

## Søofficers-Foreningen stiftes
Søe-Lieutenant-Selskabet begyndte i november 1852 at afholde hyggeaftener for medlemmerne hver onsdag i vintersæsonen, og 21. december 1853 vedtog man - med otte stemmer mod én - et forslag om, at der blev stiftet en egentlig selskabelig forening for søofficererne, men stadig i Søe-Lieutenant-Selskabets regi. Foreningen blev officielt stiftet 28. december 1853, med premierløjtnant N. Jacobsen som formand, og H.C. Bjerg anser dette som foreningens egentlige stiftelsesdag, selv om det ikke er den officielle.
Søe-Lieutenant-Selskabets faglige aktiviteter lå stille i perioden 1858-1870, og det kan have været medvirkende til, at den selskabelige gren blev mere selvstændig og udviklede sig til Søofficers-Foreningen. I arkiverne fandt man en konto i Sparekassen for Kjøbenhavn og Omegn, dateret 5. april 1859, tilhørende Søofficers-Selskabet, og ud fra den har foreningens historieskriver, kommandør H.E. Foss, senere valgt 2. april 1859 som stiftelsesdagen. Foreningens mødested i de første år kendes ikke, men fra 1863 til 1870 blev møderne afholdt på Hotel Phønix. Foreningen indkaldte til møderne i de københavnske dagblade, og fra januar 1865 gik man over til at bruge navnet Søofficers-Foreningen. Foreningen fik på den tid også nye vedtægter, og en af de opgaver, foreningen tog sig af, var at stille midler til rådighed for selskabelighed, når officerer fra udenlandske orlogsskibe besøgte København. Indtil da havde beværtningen påhvilet de danske søofficerer, der ikke var udkommanderet, men omkostningerne gjorde, at flere af dem af simpel pengenød havde valgt at holde sig borte fra arrangementerne.

## Foreningsliv i skiftende lokaler
Fra 1870 til 1880 holdt foreningen sine møder på Vincents Restaurant på Gammelholm, efterfulgt af en periode (1880-1885), hvor man lejede lokaler på Sct. Annæ Plads 13, i Prins Vilhelms Palæ - der ikke længere havde noget med prinsen at gøre, men var ejet af restauratør Larsen. Fra 1885 fik foreningen mere blivende lokaler i form den østlige pavillon i Concertpalæet, senere kendt som Odd-Fellow-Palæet, og her foregik foreningslivet frem til 1942. I 1870'erne og 1880'erne gik bølgerne højt i foreningen med diskussioner af Marinens manglende bevillinger i Højres militærstrategi, der lagde næsten alle bevillinger i Københavns befæstning. Foreningen fik dog lidt bevågenhed i form af, at kong Christian IX i 1883 sagde ja til at blive foreningens protektor. Samme år fik foreningen lov til at benytte et nyt logo med et kronet anker.
Ved flytningen til de større lokaler i 1885, blev der plads til, at Søe-Lieutenant-Selskabets også kunne afholde sine møder der. De nye lokaler gav også plads til etableringen af en vinkælder, og fra omkring 1890 blev der indarbejdet en ordning, hvor repræsentanter for foreningen købte ind til medlemmerne, som på den måde kunne få god og billig vin. I 1890 var Marinens Bibliotek løbet tør for plads, og den ene af dets to afdelinger flyttede også til Concertpalæet. Den anden afdeling fulgte i 1923, men fra 1931 fik biblioteket nye lokaler i Søkvæsthuset. Søofficers-Foreningen flyttede selv til andre lokaler i Søkvæsthuset i 1942, og man lagde ved indretningen vægt på at foreningens domicil kom til at fremstå som et søofficershjem anno cirka 1900. Foreningen råder over en større malerisamling, samt andre effekter af historisk og maritim værdi.
I 2013 blev lejemålet i Søkvæsthuset opsagt og i 2014 flyttede foreningen til Kommandantgården på Kastellet.